# ملاکند (داغستان)
ملاکند (به لاتین: Mollakent) یک منطقهٔ مسکونی در روسیه است که در شهرستان کوراخسکی واقع شده‌است.